# Danny Marino
Danny Marino (* 29. März 1936 als Salvatore Mezzasalma in Tunis; † 16. September 2003 in Hamburg) war ein tunesisch-italienischer, vorwiegend in Deutschland tätiger Chanson- und Schlagersänger sowie Liedtexter. Er war außerdem Gründer der bedeutenden Kleinkunstbühne Danny’s Pan.

## Biografie
Salvatore Mezzasalma, so sein bürgerlicher Name, wurde als Spross einer französischen Mutter und eines italienischen Vaters in Tunis geboren und wuchs bis zu seinem 16. Lebensjahr in Tunesien auf. Später studierte er an der Pariser Sorbonne Philosophie. Zur Finanzierung seines Studiums musizierte Marino abends mit einem Freund in verschiedenen Bars und Nachtclubs. Mit einer italienischen Tanz-Combo siedelte er Mitte der 1950er Jahre nach Hamburg über. Danny Marino, wie er sich nunmehr nannte, erhielt ein festes Engagement als Sänger und Entertainer in der renommierten Tanzbar Tarantella im Hamburger Hotel Esplanade (heute Casino Esplanade). In den Sommermonaten trat er außerdem auf Kreuzfahrtschiffen auf.
1957 wird man bei Heliodor, einem Tochterunternehmen der Polydor, auf den sympathischen und sprachlich begabten Sänger aufmerksam. Bei dem Label, dessen Schallplatten preiswerter sind als die des Mutterunternehmens, erscheinen fünf Singles mit Coverversionen internationaler Hits von Brook Benton, Tony Dallara und Domenico Modugno sowie zwei Kompositionen von Gerhard Winkler. Das 1958 von Martin Böttcher komponierte Stück Je suis comme ça – So bin ich, das Marino im Film Schmutziger Engel sang, erschien erst 2007 auf einem Tonträger.
Ab 1959 war Danny Marino beim Plattenlabel Metronome unter Vertrag, wo er ebenfalls zumeist Fernweh-Schlager, unter anderem aber auch das Chanson Mackie Messer, aufnahm. Doch auch die drei 1960/1961 bei Ariola erschienen Schlager- und Chanson-Singles tauchten nicht in den Verkaufshitparaden auf. Immerhin konnte Marino mit dem dort veröffentlichten Titel Die Welt hat sieben Wunder (Musik und Text: Heinz Korn) an der Vorentscheidung zu den Deutschen Schlager-Festspiele 1961 teilnehmen. Im gleichen Zeitraum nahm er unter dem Namen Jacques Danny in Paris einige EPs für den französischen Markt auf. Diese sowie seine zwei letzten deutschsprachigen Singles bei Polydor aus dem Jahr 1963 stießen zwar auf positive Kritiken. Notierungen in den Hitparaden blieben Marino aber auch damit verwehrt.

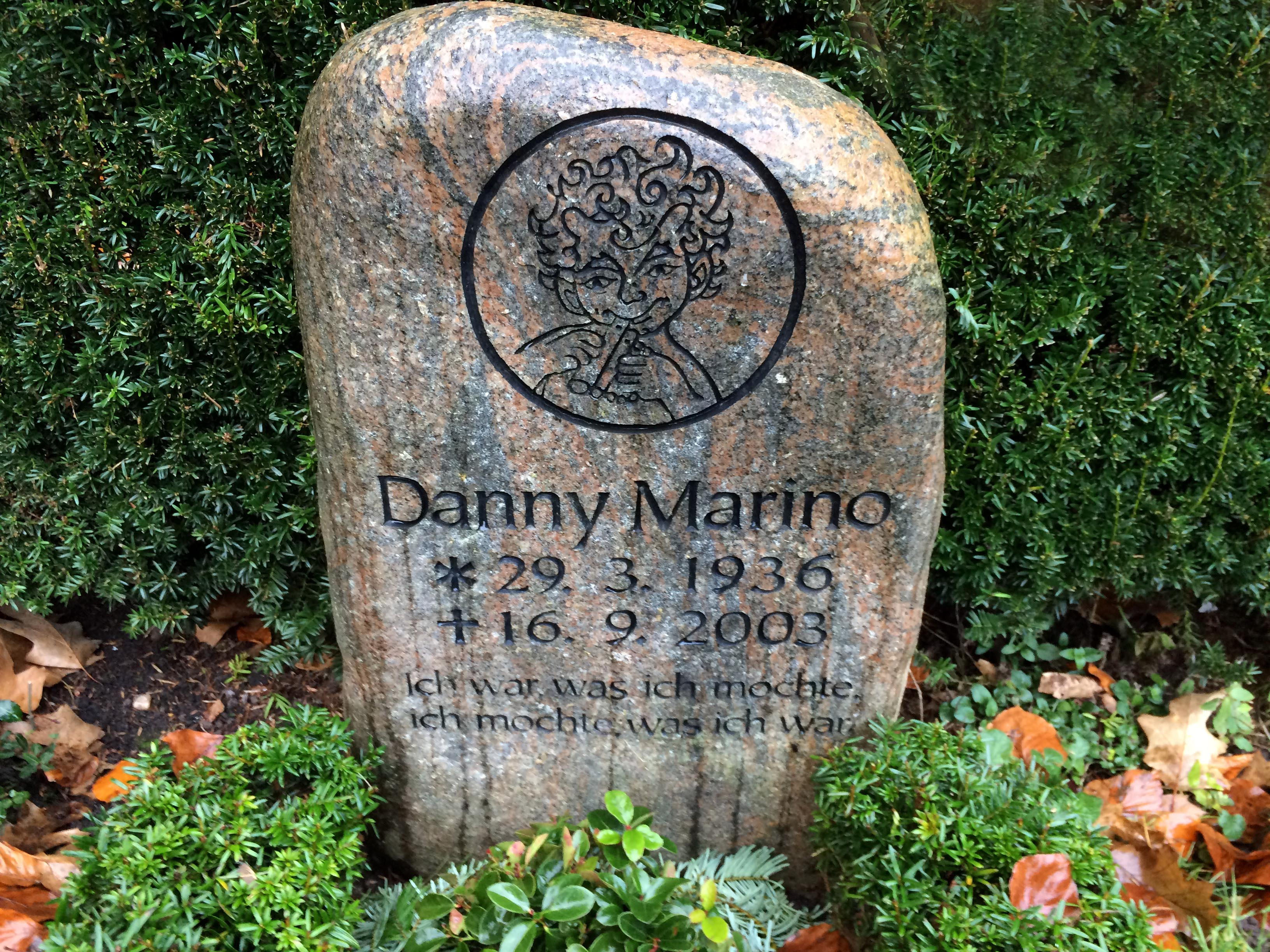
Grabstätte Danny Marino auf dem Ohlsdorfer Friedhof in der Grablage K 28, 56

1962 gründete Marino gemeinsam mit seinem Bruder Fabio und dessen Frau das Lokal Danny’s Pan in Hamburg-Eimsbüttel. 1966 zog es in das Kontorhaus Leder-Schüler in Hamburg. Der Künstlerclub entwickelte sich zu einem überregional bedeutenden Anziehungspunkt der deutschen Liedermacher- und Folk-Szene. Im „Pan“ feierten unter anderem Reinhard Mey, Hannes Wader, Insterburg & Co., Otto Waalkes und Mike Krüger ihre ersten Erfolge. Wenig später gründete man Filialen in Berlin, Düsseldorf und München (Song-Parnass im Unionsbräu). Danny Marino trat dort mit eigenen Übersetzungen von Chansons von Jacques Brel und Georges Brassens auf, was ihm in Hamburg die Bezeichnung Botschafter des Chansons einbrachte. 1966 nahm er die Langspielplatte Der schlechte Ruf – Danny singt Chansons von Georges Brassens auf, die ihn über Nacht bekannt machte und mit der er auf der Bestsellerliste für Langspielplatten landete.
Als der Erfolg der Lokale deutlich nachließ, wurden diese in den 1970er Jahren nach und nach geschlossen. Mitte der 1990er Jahre zog Marino nach Marokko, wo er in Agadir eine Werbeagentur leitete. Im September 2003 verstarb der verarmte Marino nach langer Krankheit im Universitätsklinikum Hamburg-Eppendorf. Wegbegleiter und Freunde stifteten seine letzte Ruhestätte auf dem Friedhof Ohlsdorf. Mit den Erlösen einer Benefizveranstaltung konnte 2006 auch ein Grabstein erworben werden.

## Diskografie (Auswahl)

### Singles (Deutschland)
- Gin-Gin-Gin Gino / Toreador (1958; Heliodor)
- Bambina / Bleib bei mir, Forestiere (1958; Heliodor)
- Ja, das ist Italia / Musica, Musica (1958; Heliodor)
- Gassenjungen von Napoli / Sterne müssen wandern (1958; Heliodor)
- Come Prima / O Rondinella (1959; Heliodor)
- Wenn die Wolken zieh’n / Tanze Mathilda (1959/1960; Metronome)
- Mäckie Messer / Maliziusella (1959/1960; Metronome)
- Carissima / Conchita Rosita (1959/1960; Metronome)
- Adieu, Adieu, auf Wiedersehen / Der Franzos’ aus Paris (1959/1960; Metronome)
- Der Unglücksrabe / Al Ca (1959/1960; Metronome)
- Du bist so jung / Mais Oui, Mais Oui (1960; Ariola)
- Carolina Dai / Mary Miller (1961; Ariola)
- Die Welt hat sieben Wunder / Zehn Minuten noch... (1961; Ariola)
- Sascha / Santa Fé (1963; Polydor)
- Blue Bayou / Bald geh’n die Lichter aus (1963; Polydor)
- Das Miststück / Das Lenchen (1968; Metronome)
- Gib mir die Hand / Kanaille (1974; Antagon)

### CDs
- Blue Bayou (2007; Bear Family Records)

### Langspielplatten
- Der schlechte Ruf – Danny singt Chansons von Georges Brassens (1966)
- Danny’s Lieder No. 1 (Chansons von Winfried Siebert und Danny Marino) 1973
- Doch mit der Zeit (deutsche Chansons) 1978

## Filmografie
- 1958: Schmutziger Engel